# スター・デストロイヤー
スター・デストロイヤー(Star Destroyer)は、アメリカのSF映画『スター・ウォーズシリーズ』に登場する架空の宇宙戦艦の艦級の1つである。

## 概要
銀河共和国や銀河帝国、新共和国、ファースト・オーダー、ファイナル・オーダーによって運用された宇宙戦艦である。二等辺三角形のデザインを持つ超巨大な艦体が特徴であり、文字通り星をまるごと一つ制圧あるいは破壊できるほどの強力な火力を誇る。
しかしながらその役割はTIEファイター等の宇宙戦闘機や師団規模の上陸用の陸上戦闘部隊を多数搭載し、あらゆる任務に対応し得る事から戦艦に空母や強襲揚陸艦の機能を持たせ、ある一定宙域を制圧する宙域制圧戦闘母艦である。旗艦設備を備えており、通常でも艦長の上に提督、時には植民惑星の総督、果てはダース・ベイダーや皇帝自身が搭乗することもあった。一般の大型艦船であってもこの艦を超えるサイズのものは稀で、大抵の場合、相手方の船を艦体下面に備えたドッキング・ベイにすっぽり収めることができる。高い戦闘能力を持つこの宇宙戦艦は、その名の通り破壊の限りを尽くす。
旧3部作及び続3部作全てと『シスの復讐』に登場する大型宇宙船がスター・デストロイヤーである。なお、『クローンの攻撃』後半に登場する類似の大型艦はアクラメイター級“ 汎銀河軍事用アサルト・シップ”であり、スター・デストロイヤーには分類されない。
また、インペリアル級より大型の戦艦はスーパー・スター・デストロイヤー（またはスター・ドレッドノート）と呼ばれる。

## 艦級

### ヴィクトリー級スター・デストロイヤー
ヴィクトリー級スター・デストロイヤー(Victory-class Star Destroyer)は小説などに登場する、俗にいう高速戦艦である。全長900m、全幅564m、全高289mと、後のスター・デストロイヤーと比較するとやや小型ながら機動力に優れ、高速力と（スター・デストロイヤーとしては）良好な旋回性を持つ。建造は銀河帝国の時代にスター・デストロイヤーを建造し続けることになるクワット・ドライブ・ヤード社ではなく、レンディリィ・スタードライブ社が行っている。
銀河共和国末期に勃発したクローン大戦の初期、共和国側が急遽用意した攻撃型強襲揚陸艦アクラメーター級は、優れた機動力と地上支援能力とを持つ、非常に使い勝手の良い優秀艦であり、緒戦の勝利に大きく貢献するが、もとより対艦砲撃戦を目的とした艦ではないためサイズ、砲撃能力は巡洋艦クラスであった。そのため、通商連合の保有するルクレハルク級改造戦艦（鈍足な輸送艦の改造ながら、強力なシールドと多数のレーザー砲、ドロイド艦載機で武装）や、プロヴィデンス級（グリーヴァス将軍の旗艦「インヴィジブル・ハンド」が有名）をはじめとする分離主義勢力の戦艦群に対抗しきれるものではないと判断されたため、純粋な戦艦として本級の建造が開始された。後のインペリアル級と非常によく似たスタイルを持つが、主任務は艦隊同士での砲撃戦および、衛星軌道上からの砲撃であり、艦に比して巨大なターボレーザー砲塔を備えていた。艦砲の攻撃力が優先された、いわゆる「戦艦」らしい艦級であるが、洗練された運用の幅広さを持ち、惑星大気圏内上層部への突入も可能である。自身に惑星地表に離着陸する能力は無いため、揚陸部隊を搭載したアクラメーター級を率いて行動し、軌道上で敵艦隊と交戦・征圧した後は惑星上空で上陸部隊の援護にあたった。地上戦への援護を主目的とした初期量産型のヴィクトリーI級スター・デストロイヤー(Victory I-class Star Destroyer)と、宇宙空間での戦闘を想定しやや大型化したヴィクトリーII級スター・デストロイヤー(Victory II-class Star Destroyer)の2つに分けられる。
本艦級は独立星系連合に参加したテクノ・ユニオンが建造した全長1kmの大型宇宙戦艦、ブルワーク級マーク1・バトルクルーザーとの戦いで初陣を迎える。後に反乱同盟軍に参加するジャン・ドドンナらの指揮の元、多大な犠牲を払いながらも敵艦隊の撃破に成功する。

### ヴェネター級スター・デストロイヤー
ヴェネター級スター・デストロイヤー(Venator-class Star Destroyer)はクローン大戦全期間を通じて活躍したスター・デストロイヤーである。この戦艦を設計したのはヴィクトリー級を設計したワレックス・ブリセックスの娘であるライラ・ブリセックスであり、彼女は後に後継艦に当たるインペリアル級（後述）の設計も担当している。
クローン大戦初期に活躍したアクラメーター級強襲艦を拡大・発展させた物で、設計・製造もアクラメイター級を建造していたロザナ・ヘヴィ・エンジニアリング社の親会社であるクワット・ドライブ・ヤード社が行っている。
前後に長いスマートな艦橋と、メインノズルより後方に大きく伸びる艦尾部など、前級・次級よりもアクラメイター級に似たスタイルを持つが、横に2つ並ぶ艦橋や艦首から艦橋の付け根部分まで設けられた艦載機の滑走路兼誘導路と、それに沿う形で配置された格納庫、艦上面と下面に設けられた戦闘機離着陸場など、特異な点も多い。全長1137m、全幅548m、全高268mと前艦級と比べ巨大であるが惑星内へ直接の離着陸が可能になり、シールド発生装置や敵艦との砲撃戦に対応できる大型砲塔が8基搭載され、さらに200機を超える戦闘攻撃機の格納庫を備えるなど戦艦、空母、揚陸艦、輸送艦さらには旗艦・司令部としての機能をも併せ持つ。一般的には中途半端になりがちな万能艦であるが、本級の巨大さは全ての要素を高レベルで実現しており、現場の評価も高い。
艦隊同士の砲撃戦から、単艦での威力偵察、都市の占領、要人輸送など、多機能ぶりを生かした運用がなされる。地上での任務も多かったため、着陸時に航空機の発着艦不能になる艦下面のドッキング・ベイを補うため、艦上面にも発着場が設置されている。本級のみであらゆる軍事行動が可能になったため、共和国は本級の建造に専念することとなる。そのため3年余のわずかな期間にも関わらず、かなりの規模の量産に成功している。クローン大戦時は大艦隊で軌道上の敵艦隊を圧倒後、そのまま敵惑星に強襲降下し、地上戦闘部隊を送り出した後は地上前線司令部として運用される事が多い。その巨体ゆえ小回りはあまり効かないがスピードは早く、搭載されたハイパードライブは一回のジャンプで6万光年の彼方にまで到達することができる。3DCGアニメ「スターウォーズ・クローンウォーズ」では共和国軍の主要メカとして全編を通して活躍。ウルフ・ユラーレン提督が艦長を務めるアナキン・スカイウォーカーの旗艦「レゾリュート」や、オビ=ワン・ケノービの「ネゴシエイター」等が登場した。本作中では3隻の本艦を中心とした編成の艦隊が多い。『エピソード3』ではコルサントの戦い、キャッシークの戦い、ウータパウの戦いで活躍する。
銀河共和国が銀河帝国に取って代わられた後でもヴェネター級は運用されていたが、表面に施されていた赤ラインが消され、インペリアル級同様明るい灰色1色の塗装に変更されている。当然ながら共和国の識別マークも除去されたが、新たに六角形の帝国軍識別マークを描かれることはあまりなかった。
なお、クローン大戦が終結したことで兵器としての需要や重要性は低下したものの、本級は終戦後に世間一般には知られていない重要な任務をこなしている。それは、銀河の片隅で秘密裏に建造されているデス・スターの視察に皇帝とダース・ベイダー、そしてウィルハフ・ターキンという、銀河内乱の時代にその名を大きく残す3人が1隻の本級を用いたことである（映像で確認できる限り、さらに2隻が帯同している）。しかし、ゲーム『ジェダイ:フォールン・オーダー』の劇中においては既に後継のインペリアル級が帝国軍で運用され、逆に本級は惑星ブラッカの宇宙船解体場においてかなりの数が解体されている様子が描かれている（このブラッカではヴェネター級スターデストロイヤーだけでなく、ルクレハルク級バトル・シップなども解体されている）。

### インペリアル級スター・デストロイヤー
インペリアルI級スター・デストロイヤー
製造元：クワット・ドライブ・ヤード社
大きさ：全長1,600メートル 
速度：60MGLT 
操縦要員：36,810名、砲手 275名、基幹乗組員 5,000±10名
乗員定員：9,700名（兵員） 
武装：ターボレーザー60基、イオン・キャノン 60基、トラクター・ビーム発射装置 10基
搭載機：TIEファイター72機、上陸船 12機、AT-AT20台、AT-ST 30台、上陸艇 15機、ラムダ級シャトル 8機、他多数
インペリアルII級スター・デストロイヤー
製造元：クワット・ドライブ・ヤード社、ライラ・ウェセックス
大きさ：全長1,600メートル 
速度：60MGLT 
操縦要員：36,755名、砲手 330名、基幹乗組員 5,000±10名 
乗員定員：9,700名（兵員）
武装：重ターボレーザー3基、重イオン・キャノン1基、ターボレーザー50基、イオン・キャノン 20基、トラクター・ビーム発射装置 10基
搭載機：TIEファイター 60機、TIEボマー　12機　上陸船 12機、AT-AT 20台、AT-ST 30台、上陸艇 15機、ラムダ級シャトル 8機、アサルト・ガンボート 5機、個人用輸送艇 多数
インペリアル級スター・デストロイヤー(Imperial-class Star Destroyer)は、銀河帝国時代に帝国軍の主力艦艇として銀河全域に配備されていたスター・デストロイヤーで、スター・ウォーズ世界における銀河帝国を象徴する戦艦である。当初はインペレーター級という名称で計画されていた。
宇宙空母的要素を持ち、48機のTIEファイター（TIE迎撃機）、12機のTIE爆撃機（タイ・ボマー）、12機のTIE乗艦船（タイ・ボーディング・クラフト）を搭載している。TIE爆撃機は誘爆に備え、防爆仕様の格納庫に他の機体とは分けて格納されている。航続距離も長いが、惑星地表への離着陸能力が無くなり、連絡・揚陸艇としてのシャトルを必要とするなど、強襲揚陸艦としての要素は薄れた。初期に建造されたインペリアルI級スター・デストロイヤー（Imperial I-class Star Destroyer）と、Ⅰ級に改良を加えて火力とシールドを増強したインペリアルII級スター・デストロイヤー（Imperial II-class Star Destroyer）も存在する。『エピソード4/新たなる希望』冒頭で登場するダース・ベイダーの座乗艦はインペリアルI級の「デヴァステイター」、『エピソード5/帝国の逆襲』に登場する艦はII級である。
前級からさらに大型化された船体は全長1,600メートルに達し、当然ながら小回りはさらに効かなくなった。しかしながらこのクラスは、スター・ウォーズに登場する艦船の中で最もバランスのとれた艦船であり、帝国の最盛期までに計2万5,000隻ほど建造され、帝国の崩壊後も建造が続けられた。強行着陸はできなくなったものの、多数の上陸用シャトルと地上戦用のAT-ATを20機、AT-STも30機搭載でき、さらにストームトルーパーの1個師団（約9,700人）が搭載可能なため、前級と遜色ない地上戦闘力を展開させることが可能である。地上部隊をランディング・シャトルで送り出した後、自身は軌道上に留まりターボレーザーで砲撃するのが本級の主な運用方法である。
もちろん、最も重要な任務は艦隊戦である。巨大な船体の各所に計60基ずつ搭載されているターボレーザー砲塔とイオン・キャノンの破壊力はすさまじく、特に上甲板両舷(艦橋構造物の左右)には、50mターボレーザー砲塔片舷3基と重イオン砲片舷1基を備えた重砲撃ステーションがあり、本級最大の攻撃力を誇る。本級に狙われた宇宙船はもはや逃走するしか選択肢がないが、たとえ逃げたとしても、エピソードIV冒頭のように、艦首の強力なトラクタービームで拿捕される運命にあった。
このように攻撃面は非常に優れた艦であったが、弱点も多かった。搭載兵器は威力が高い反面、対艦戦闘向けに設計されているため小回りが利かず小型の目標を捕らえるのが困難であった。特に主要な敵である反乱同盟軍は艦船よりも高性能の小型戦闘機が戦力の中心であり、その練度も高かったため、接近されると対処ができず最悪撃沈される場合もあった。また船の真後ろは搭載兵器の死角となっており、回り込まれると攻撃手段が無く、搭載したファイターに迎撃を任せるしかなかった。シールドについては小型の艦船程度なら衝突しても無事なほど強固であったが、ジェネレーターが同盟軍の船のように内臓式ではなく、艦の外部にむき出しで設置されているため攻撃に晒されやすかった。艦橋に備えたセンサーシステム群は強力な遠距離探査能力を備えているが、同時に超至近距離（接触している場合）等ではまったく役に立たず、この弱点を知るハン・ソロ船長の操るファルコン号に欺かれることもある。またインペリアル級は惑星の大気圏内での活動には向いておらず、上空にとどまるには全開のパワーが必要とされた。重要な機材がすべて保護されていたとしても、大気圏内でわずかでも動力供給に障害が生じれば、船の破壊を招くこととなった。
基本的に帝国宇宙軍は単独から少数のインペリアル級を他の補助艦船や小型艦船と組み合わせて艦隊を構成しており、それぞれが独立した軍事行動を展開している。ヴィクトリー級などは艦隊規模での運用を前提に設計されていたが、インペリアル級は追跡任務や重要人物・政府高官の移送などにも利用され、主に単独で行動することを前提とした設計になっている。インペリアル級は3隻で機動艦隊、6隻でセクター艦隊、24隻で宙界艦隊を構成するが、同一星系内に複数の艦隊が配備されることは式典などの例外を除けば極めて希である。高度な産業惑星を攻撃する場合には、6隻の本級とサポート艦が艦隊を編成してあたることが多い。これはクローン大戦時、スター・デストロイヤーの主な任務は敵艦隊との交戦、および敵地上陸による占領活動であったが、銀河帝国時代、分離主義勢力の崩壊から反乱同盟軍の結成までは、有力な対抗勢力が存在しなくなっていたため、大艦隊を編成する必要がなかったのである。拡大し過ぎた版図を十分にカバーし、各惑星へと睨みを効かせる威圧の目的から、砲撃能力よりも搭載力を重視し、スター・デストロイヤーは次第に単独任務に適した艦になっていった。ただし、銀河内乱後半での反乱同盟軍の躍進や、単艦行動中に本級が襲撃される事例が増えるにつれ、再び本級も大艦隊を組み、新たにモン・カラマリと協力して大型戦艦を主力として戦力を増強していた反乱軍艦隊に対抗する。ダース・ベイダー率いる死の小艦隊(Death Squadron)は旗艦エクゼキューター以下8隻のインペリアル級と3隻のヴィクトリー級を中心に編成されていた。Ⅰ級は前記「デヴァステイター」の他にスローン大提督の「キメラ」が、Ⅱ級ではロース・ニーダ艦長の「アヴェンジャー」等がある。
本級は20年程続いた銀河帝国の支配の象徴として、銀河に広くその名を知らしめた。帝国は元老院解散後の恐怖統治の象徴としてデス・スターを建造していたが、就役期間があまりにも短く、存在が知れ渡る前にI・IIともに撃破される。その上デス・スターの建造は極秘だったため、銀河系のほとんどの住人にとって、帝国圧政の象徴はインペリアル級スター・デストロイヤーであった。銀河内乱の終結後にも、正史ではファースト・オーダー、非正史では新共和国（銀河連合自由同盟）によって運用されている。

### テクター級スター・デストロイヤー
テクター級スター・デストロイヤー(Tector-class Star Destroyer)は、銀河帝国によって運用されたスター・デストロイヤーの一艦種。『エピソード6 ジェダイの帰還』に底部のみ登場する。
他の艦級と異なり、格納庫を持たないスター・デストロイヤーである。大きさはインペリアル級と同じ1,600mだが、ヴェネター級スター・デストロイヤーの後継艦にあたる。艦隊砲撃戦を目的とした純粋な戦艦であり、急速に成長してきた反乱同盟軍艦隊を強く意識して建造された。他の艦級に見られる底部の離着陸口は、防御力強化の為装甲板で塞がれている。この為、他の艦船の制圧や戦場への兵員・物資の降下等が不可能となり、用途が大幅に制限されることとなった。また、戦闘機も搭載出来ないため、遠方での任務に付く際には戦闘機を搭載した航空母艦と共に行動させる必要がある。

### インターディクター級スター・デストロイヤー
インターディクター級スター・デストロイヤー(Interdictor-Class Star Destroyer)は、銀河帝国によって運用されたスター・デストロイヤーの一艦種。『スター・ウォーズ 反乱者たち』に登場する。
おおよその外見はインペリアル級に類似していたが全長は1,129mとインペリアル級よりも小型で、艦の後部に4基の重力井戸(グラビティ・ウェル)発生装置を備えており、敵の艦船をハイパースペースから引きずり出して拿捕する、またハイパージャンプを阻害し退路を断つことを可能としていた。
ヤヴィンの戦いの4年前には試験艦が実用化されており、反乱軍の艦船の目撃情報が相次いでいた宙域でグラビティ・ウェルのテスト運用を行っていたが、実験中に捕らえた反乱軍のクルーザーからの救難要請を受けた援軍により破壊された。その後もスローン大提督の艦隊に所属する艦が登場している。

### リサージェント級スター・デストロイヤー
リサージェント級スター・デストロイヤー(Resurgent-class Star Destroyer)は、エンドアの戦いから30年後、銀河帝国と新共和国間の停戦協定に反発した帝国内の主戦派によって結成された軍事組織「ファースト・オーダー」によって運用されたスター・デストロイヤーの一艦種。
全長は2,915.81mとインペリアル級よりも更に大型化し、帝国時代の設計上の欠点を修正して、艦の構造や装備などが見直されている。船体各所には小型防衛用砲塔、誘導ミサイル砲塔が追加されファイターなどの小型高速目標への対応策を強化している。対艦戦闘用のターボレーザーも強化されており、帝国時代の物より火力やエネルギー再充填効率が上がっている。これは未知領域で採掘されたクリスタルを利用したことによるものだが、このクリスタルは希少で全艦隊に採用できるほどの数は揃えられないため、カイロ・レンやハックス将軍などといった上級将校の乗る船に優先して採用されている。構造面ではエンドアの戦いで「エグゼクター」が艦橋に戦闘機の特攻を受けて沈んだことを受けて船体は全体的に平坦に設計されており、インペリアル級などに存在していたブリッジ・タワーは廃された他、船体内部に非常時用のブリッジも設けられていた。ハンガーデッキはメインの下部ハンガーの他、ヴェネター級のように艦の左右にも設けられ、インペリアル級よりもより迅速に部隊を展開することができた。この艦はファースト・オーダーの軍事力のシンボルであり、敵対勢力には畏怖を、ファースト・オーダー軍には誇りを植え付けた。
エピソード7では、カイロ･レンとアーミテイジ・ハックス将軍の旗艦である「ファイナライザー」が登場。エピソード8では「ファイナライザー」に加えて「ハービンジャー」や「コンクェラー」など20隻以上、エピソード9でもエンリック・プライド忠誠将軍の旗艦「ステッドファスト」や「インシネレーター」など複数隻が登場している。
リサージェント級は全長約3kmにも及ぶ巨大な戦艦だったが、新共和国はリサージェント級よりもさらに大型の艦が存在すると推測しており、それは後述のマンデイターIV級シージ・ドレッドノートおよびメガ級スーパー・スター・デストロイヤーの登場によって現実のものとなった。

### ジストン級スター・デストロイヤー
ジストン級スター・デストロイヤー（Xyston-class Star Destroyer）（別名シス・スター・デストロイヤー）は、復活したシーヴ・パルパティーン率いる｢ファイナル・オーダー｣によって運用された。
形状はかつてのインペリアルI級と酷似していたが、全長は2406mに拡大されており、インペリアル級同様、タワー型の艦橋なども受け継いでいた。最大の特徴は艦底部に装備されたアキシャル・スーパーレーザー砲で、デス・スターのように惑星を破壊する事が可能であった。また、徹底した自動化を行った事でリサージェント級よりも少ない人員で運用することが出来た。船体にはパルパティーンの信奉者により構成される組織「シス・エターナル」の艦隊に所属することを示す赤いマーキングが施されていた。
一方でスター・デストロイヤー共通の弱点であるシールド発生器がインペリアルI級同様剥き出しになっている上に、肝心のスーパーレーザー砲にはシールドが張られていないばかりか動力炉と直結しているため、スーパーレーザー砲を破壊されてしまうとそのまま連鎖誘爆で艦そのものも大爆発するという致命的な弱点を抱える。
｢エピソード9｣において惑星エクセゴルで秘密裏に1080隻が建造されていたが、本格的に侵攻を開始する直前でレジスタンス艦隊と交戦状態となり、更にランド・カルリジアンの呼び掛けに応じて支援に駆け付けた艦隊によって上記の弱点を突かれて全て撃沈されてしまった。
なお、マンデイターIV級シージ・ドレッドノートには、ジストン級の試作艦としての役割が与えられていた。

### エグゼクター級スター・デストロイヤー（スーパー・スター・デストロイヤー/スター・ドレッドノート）
エグゼクター級スター・デストロイヤー(Executor-class Star Destroyer)は、就役時には史上最大の巨大宇宙戦艦であり、全長は19km（19,000m）に及ぶ。帝国宇宙艦隊の旗艦でもあり、スター・デストロイヤー艦隊の指揮を執るが、この艦自体が強力な宇宙艦隊そのものであり、デス・スターを除けば最大最強クラスの宇宙構造物でもある。単艦で並の艦隊を大きく上回る戦闘力を持つ。
それまでのスター・デストロイヤーに比べて細長い、非常にスマートなスタイルが特徴である。デザインそのものはアクラメーター級からの流れをくみ、メインノズル後方から大きく伸びた艦尾を持つ、アクラメーター級やヴェネター級をそのまま前後に伸ばしたような艦型である。
インペリアル級の10倍を超える巨体を誇り、もはや通常の兵器で破壊することは不可能に近い。全てが規格外の本級だが、艦橋はインペリアル級と形状、大きさともによく似たものになっており、センサーとの干渉対策としてシールドが若干弱くなる欠点も改善されていない。メインブリッジもインペリアル級とほぼ同形状であり、良好な前方視界と引き換えに装甲がなく、艦橋部の防御は全てエネルギーシールド頼みであった。この点が後述する1番艦「エグゼキューター」の悲劇の爆沈につながることとなる。
これら帝国軍の艦船はいずれも船体は非常に強固なシールドによって守られ、その巨体もあって、少々の攻撃にはまったく動じないが、船体から突出した艦橋部分だけは防御が手薄で、ついにはこの弱点を突かれて破壊されてしまう。司令部のある艦橋にはセンサーシステムの大半とシールド発生装置を設置しているが、偏向シールドはセンサーの機能を妨害するため、ここに限ってはシールドを他よりも弱くせざるをえなかった。その為、反乱同盟軍艦隊の集中砲火によってシールドが弱まり、さらに敵機のシールド装置への攻撃を許す。そして前出のデス・スターに墜落したエグゼクターもまた、艦橋のシールド発生装置を失い、なおも強力な対空砲火で防戦を続けるが、前方から飛来した反乱軍の戦闘機部隊に反撃した際、1機のAウィング戦闘機が対空レーザーにより被弾し、錐揉み状態に陥る。Aウィングのパイロットは勇敢にも体当たりを決意し、そのままエグゼキューターの艦橋へ特攻する。シールドが張られてない剥き出しの艦橋は大爆発し、たった1機の小型戦闘機によって、完全に制御不能に陥った超巨大戦艦は、デス・スターに「墜落」する。
なお、一般的に知られている「ドレッドノート級」という名称と全長8,000mというデータは、皇帝パルパティーンが元老院の予算委員会を通す際に、本来の目的を隠すためのカモフラージュとして用いられたことに由来する。
複数の同型級艦がおり、ガリアス·ラックス元帥の｢ラヴェンジャー｣はジャクーの戦いで撃沈され地表に墜落。『スター・ウォーズ/フォースの覚醒』では、レイとフィンが乗るミレニアム・ファルコンがその残骸の中で空中戦を行うシーンがある。
その他レジェンス作品を含め　「ルサンキア」、「インティミデイター」、「リーパー」、「テロール」等の艦がある。

### レジェンズのスターデストロイヤー
旧共和国時代には
- マンデーターI級
- マンデーターII級

が建造されており
新共和国時代には
- アレジャンス級（全長3,200m）
- ヴェンジャンス級（全長10,000m）
- エクリプス級（全長17,500m）
- ソヴェリン級（全長15,000m）
- ネビュラ級（全長1,040m）：新共和国（銀河連合自由同盟）の新型戦艦（ニュー・クラス）
- リパブリック級
- ディフェンダー級

の7種が設計され、そのうちの数艦種が実際に建造されている。
更にヤヴィンの戦いの130年後には
- ペレオン級

というものも出現している。